# 解離 (化学)
解離（かいり、英: dissociation）は、錯体や分子および塩(えん)などが分離または分裂し、より小さい分子や、イオンもしくはラジカルを生じる過程である。なお、解離反応は多くの場合において可逆反応である。
共有結合が切断される場合は同意語として 開裂（かいれつ、英: cleavage）とも呼ぶ。また、塩がイオンに分かれる解離のことを電離(でんり、英: ionization)とも呼ぶ。
解離の反意語（逆反応）は結合や再結合。小分子への分離の場合には、会合も反意語となる。

## 解離定数
以下の式で表されるような化学平衡状態にある可逆的解離について、
{\displaystyle {\rm {AB\ {\overrightarrow {\longleftarrow }}\ {\rm {A+B}}}}}
解離定数は下式で求められる。
{\displaystyle K_{d}={\frac {\rm {[A][B]}}{\rm {[AB]}}}}
ここで [X] は基質Xの濃度を示す。解離定数 Kd は解離した化合物と解離していない化合物との比である。
会合定数（結合定数とも）Ka は、解離定数 Kd の逆数である。
生化学分野や酸塩基の議論では、解離定数を用いることが多い。逆に、超分子化学やホスト・ゲスト化学では会合定数の大小で会合能の評価を行う場合が多い。

## 塩
水のような溶媒に塩を溶解させると生じる塩の解離は、具体的には陰イオンと陽イオンが解離することを意味する（電離）。これは、溶媒を蒸発させることで塩に戻すことが可能である。

## 酸塩基反応
溶液中におけるブレンステッド酸の解離はプロトン H+ の遊離を意味する（詳しくは「酸と塩基」の項を参照）。この反応は、解離と再結合が同時に生じる平衡反応である。酸解離定数 Ka は酸の強度の尺度として用いられる。より強い酸ほど、より大きい Ka 値と小さい pKa 値をとる。(pKa = −logKa)

## 共有結合の開裂
共有結合が開裂する場合にその形式を、共有結合を作っていた2個の電子の動きによって2通りに大別する。ホモリティック開裂（ホモリシス）とヘテロリティック開裂（ヘテロリシス）である。
ホモリティック開裂は、2個の電子が開裂後に分かれた2個の原子へ1個ずつ残る形式である。通常は2個のラジカルが生成する。
{\displaystyle {\ce {R-R' -> {R.}+ {R'.}}}}
ヘテロリティック開裂は、2個の電子の両方が、分かれた原子のどちらか一方へ移動する形式である。通常はカチオンとアニオンが1個ずつ生成する。
{\displaystyle {\ce {R-R'->{R^{-}}+{R^{+}}}}}
質量分析計などの系中で起こる分子のフラグメント化は、電子を奪われたりイオン性の化学種が付加することをきっかけとして、ヘテロリティック開裂やホモリティック開裂の過程で起こる。

## 受容体
受容体は、小分子リガンドと結合するタンパク質である。解離定数 Kd は、リガンドとレセプターとの親和性の尺度として用いられる。 レセプターとの親和性が大きいリガンドほど Kd はより小さな値となる（pKdはより大きな値となる）。